# Wattenheim

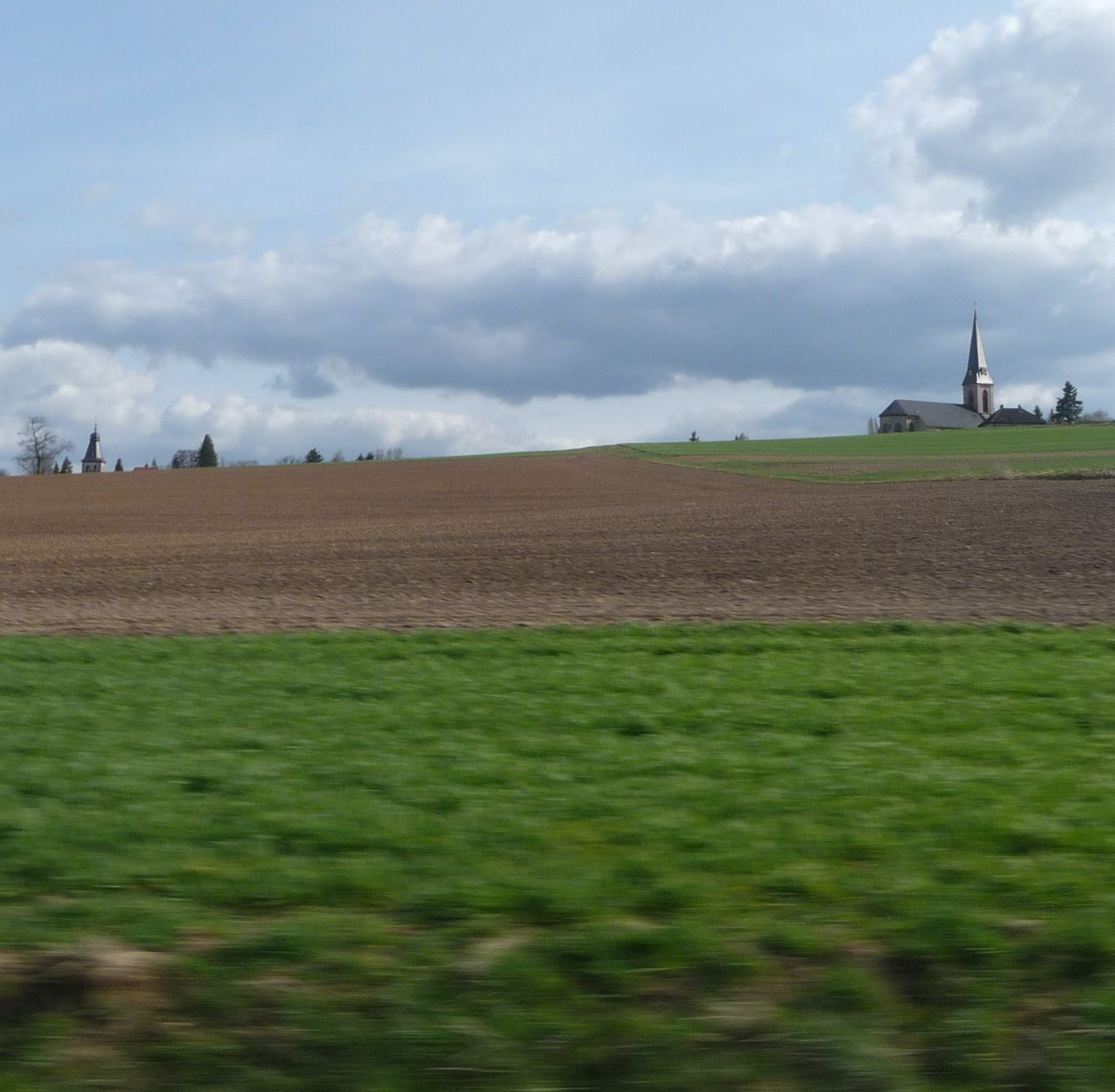
Blick auf Wattenheim

Wattenheim ist eine Ortsgemeinde im Landkreis Bad Dürkheim in Rheinland-Pfalz. Sie gehört der Verbandsgemeinde Leiningerland an, innerhalb derer ist sie gemessen an der Einwohnerzahl die neuntgrößte und in Bezug auf die Fläche nach Dirmstein die zweitgrößte Ortsgemeinde.

## Geographie

### Lage und Gliederung
Die pfälzische Gemeinde Wattenheim liegt im Leiningerland auf einem leicht ansteigenden Bergkegel am östlichen Rand des Stumpfwalds, der zum Pfälzerwald gehört. Der westliche Teil der Gemarkung reicht bis zum Diemersteiner Wald. Der Osten der Gemarkung gehört bereits zum Eisenberger Becken, das zum Rheinhessischen Tafel- und Hügelland gehört. Geologisch liegt Wattenheim auf der älteren Hochterrasse und der jüngeren Hauptterrasse des Eisbachs, der jedoch jenseits der Gemeindegemarkung verläuft.
Zu Wattenheim gehören zusätzlich die Wohnplätze Görlesgrund, Hammermühle, Hetschmühle, Keckenhütte, Neuwoog und Schmelz. Nachbargemeinden sind im Uhrzeigersinn Hettenleidelheim, Neuleiningen, Altleiningen, Carlsberg, Exklave von Neuleiningen, Bad Dürkheim, Fischbach, Enkenbach-Alsenborn, Ramsen und Eisenberg (Pfalz).

### Erhebungen
Im äußersten Westen der Gemarkung befinden sich der 439,4 m hohe Schafkopf sowie der Salzleckerberg und der Heidenberg. Weiter östlich erheben sich die 444 m messende Hohe Bühl, deren Südostflanke zum Gemeindegebiet gehört und der 424 m hohe Große Türkberg. Mitten im Siedlungsgebiet befindet sich außerdem eine namenlose 337,1 m hohe Erhebung.

### Gewässer
Durch die Gemarkung fließt in West-Ost-Richtung der Rothbach, ein linker Nebenfluss des Eckbach; teilweise bildet er die Gemarkungsgrenze zu Carlsberg. Vor Ort durchfließt er den Karstweiher und den Hetschmühlweiher. Sein rechter Zufluss Seckenhäuser Brunnenbach bildet auf den letzten hundert Metern vor der Mündung ebenfalls die Grenze zu Carlsberg.

## Geschichte

### Gründung, Leininger und Übernahme durch die Familie Blumencron

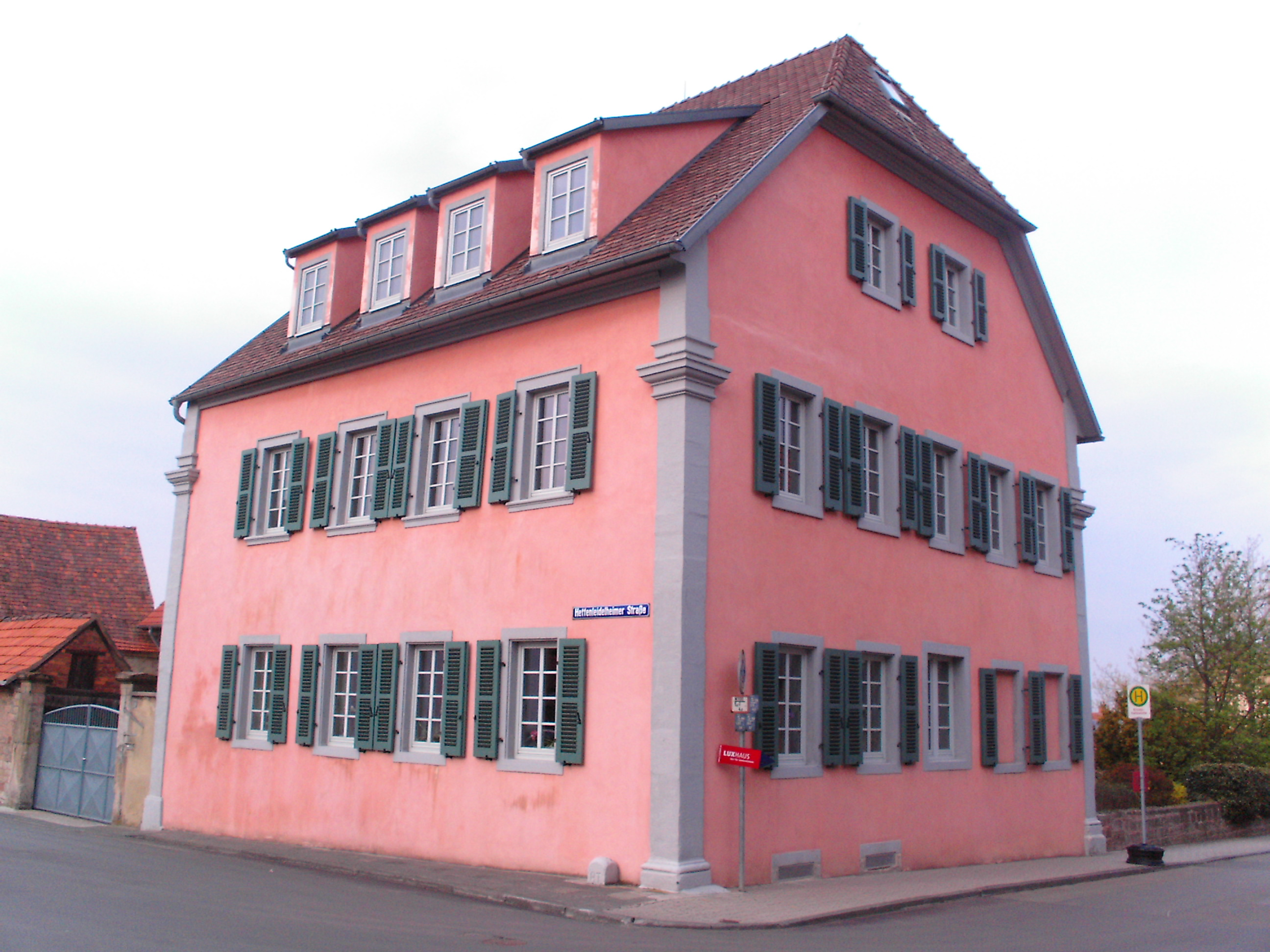
Amtshaus der Herren von Blumencron

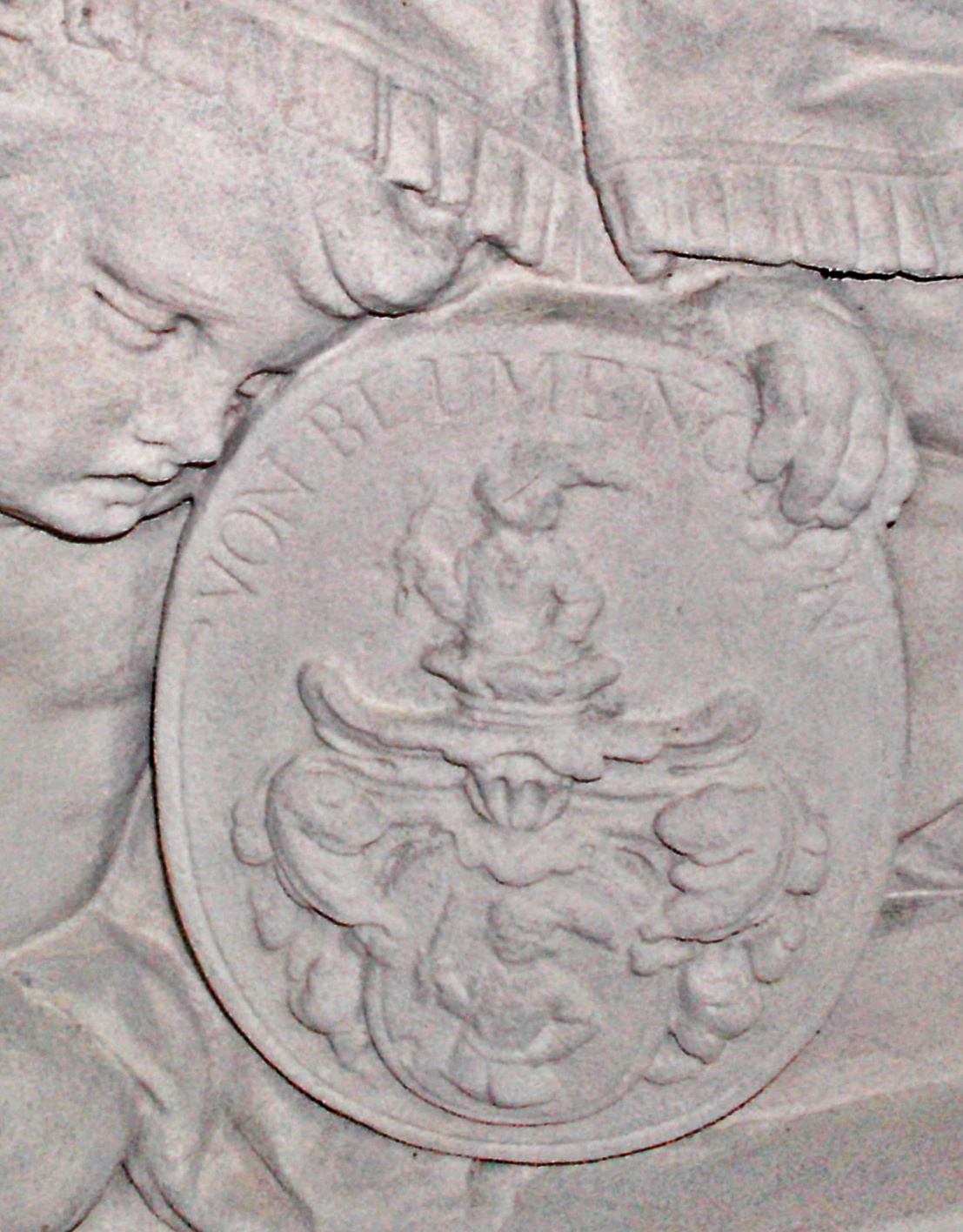
Wappen derer von Blumencron, Detail vom Gedenkmonument in der Prot. Kirche Wattenheim

Verschiedene Funde lassen darauf schließen, dass schon die Römer in Wattenheim eine Niederlassung gründeten. Die Ersterwähnung von Wattenheim 793 im Lorscher Codex gilt als umstritten. Vermutlich wurde der Ort erstmals 1221 erwähnt. Im 13. Jahrhundert hatte das Templerhaus Kirchheim einige Besitztümer in Wattenheim. Auch das Kloster Otterberg war im Ort begütert.
1690 verwüsteten die Franzosen im Pfälzischen Erbfolgekrieg die gesamte Grafschaft Leiningen. Der Landesherr, Graf Philipp Ludwig von Leiningen-Westerburg-Rixingen war dadurch verarmt und musste überdies noch die Kosten der Landesverteidigung bestreiten. Zu diesem Zweck lieh er sich mehrfach Geld zu günstigen Konditionen, bei dem ihm freundschaftlich verbundenen Kurmainzer Oberfeldkriegskommissar Ritter Franz Georg von Blumencron, dem Sohn von Maximilian Adam von Blumencron, und übergab ihm 1692 dafür Dorf sowie Gemarkung Wattenheim als Pfand. Wattenheim war fast ausschließlich lutherisch, die Familie Blumencron bekannte sich jedoch zur katholischen Kirche. Deshalb schlug der Gläubiger dem Leininger vor, ihm an Stelle von Wattenheim die halbe Ortschaft Obrigheim zu geben, da dort die meisten Untertanen katholisch seien. Damit erklärte sich Graf Philipp Ludwig einverstanden. Oberster Lehnsherr für Obrigheim war der Bischof von Speyer, ohne dessen Zustimmung eine Übertragung nicht möglich war.
Philipp Ludwig von Leiningen sah sich außerstande, seine angehäuften Schulden zu bezahlen und nahm zusätzlich einen weiteren Kredit von 4000 Talern auf. Dafür überließ er Familie Blumencron als Kompensation schließlich einen kleinen Anteil seiner Grafschaft. Graf und Ritter von Blumencron schlossen am 16. Februar 1695 einen Vertrag, womit letzterer in den uneingeschränkten Besitz des halben Dorfes Obrigheim kam, sofern der Speyerer Bischof als Oberlehnsherr seine Zustimmung erteile. Andernfalls gelte der Verkauf für Wattenheim. Als nach drei Jahren der Bischof seine Zustimmung noch immer nicht gegeben hatte, verzichtete Blumencron auf Obrigheim und gab sich mit Wattenheim zufrieden. Dies mündete am 17. Mai 1698 in einen erneuten Vertrag zwischen Schuldner und Gläubiger. Das Familienwappen der Freiherrn von Blumencron ging ins gegenwärtige Gemeindewappen über.

### Herrschaft Wattenheim

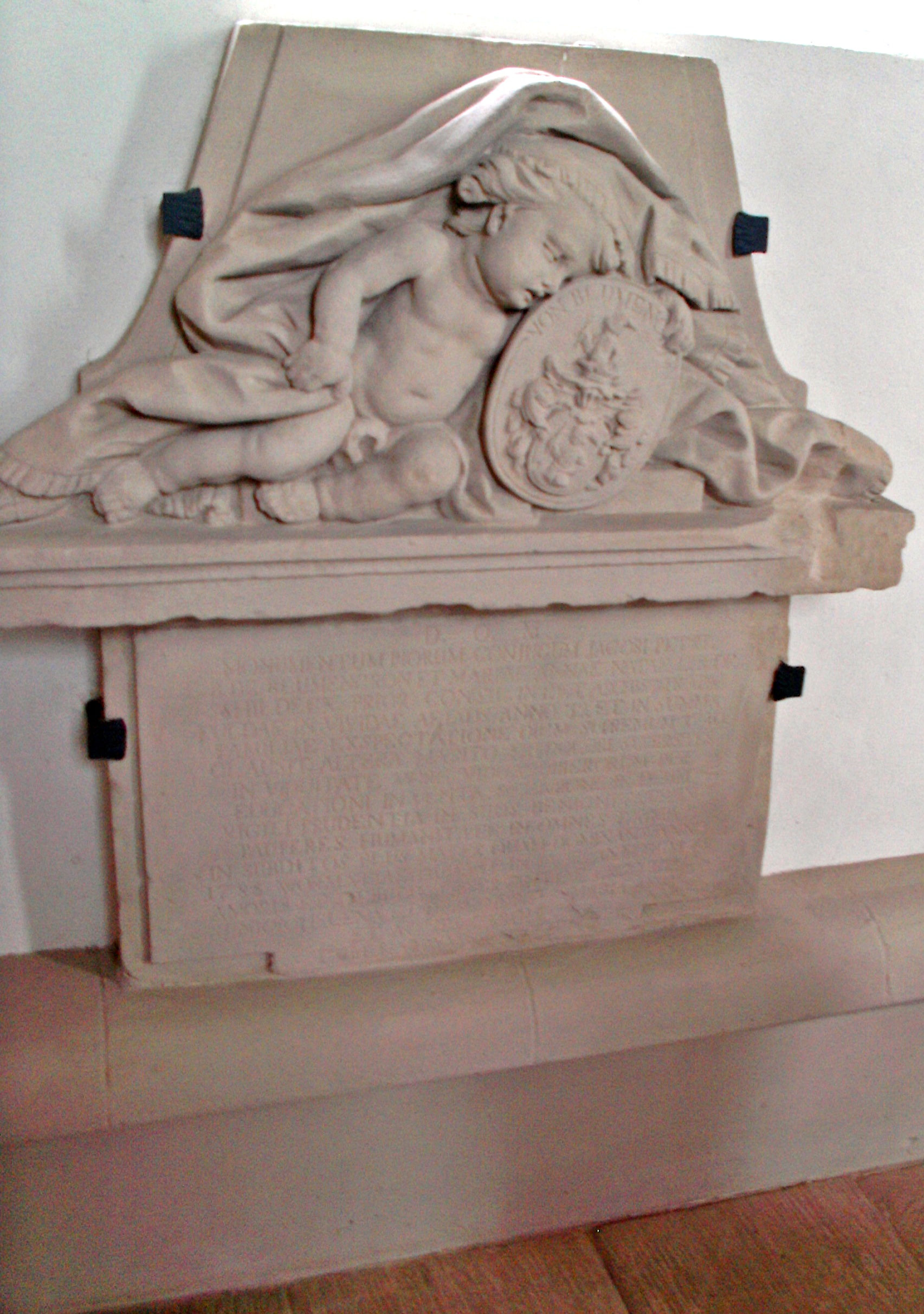
Gedenkmonument für Jakob Christoph Peter von Blumencron und seine Frau Maria Anna geborene von Schildeck; Protestantische Kirche Wattenheim

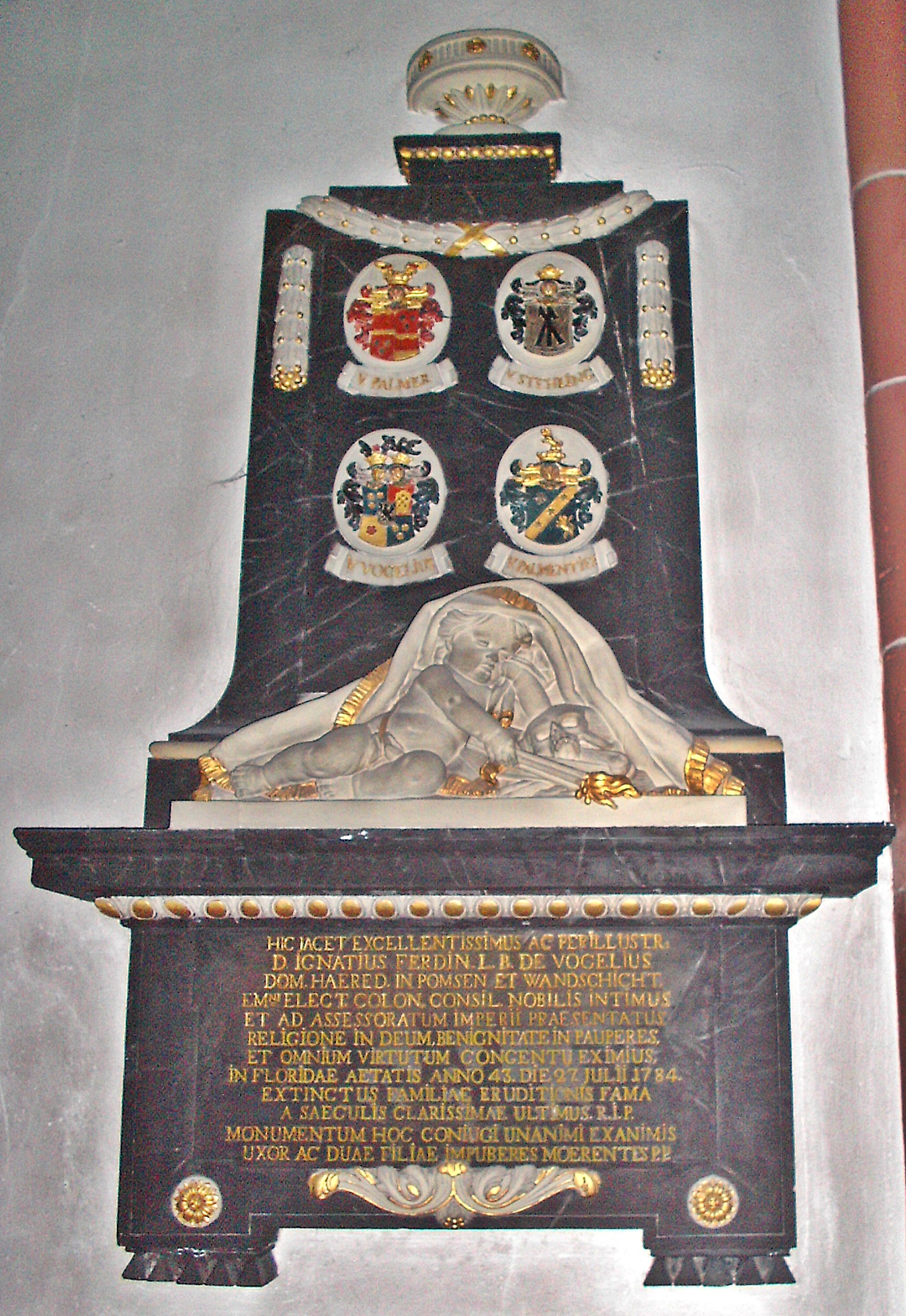
Epitaph für Ignatius Ferdinand von Vogelius, gestiftet von Frau und Kindern, Liebfrauenkirche (Worms)

Erster Inhaber der Herrschaft Wattenheim war ab 17. Mai 1698 der Kurmainzer Oberfeldkriegskommissar, Ritter Franz Georg von Blumencron (1651–?), Sohn des 1690 von Kaiser Leopold I. nobilitierten Maximilian Adam Ludwig von Blumencron, ein Veteran des Dreißigjährigen Krieges und Land-Commissarius des Fürstbischofs von Würzburg. Er trat die Herrschaft nie persönlich an, sondern hinterließ sie seinen Kindern, die mit wechselnder Federführung gemeinsam die Regierungsgeschäfte ausübten und Wattenheim zu ihrer Residenz ausbauten.
Nachfolger wurde zunächst Franz Georgs Sohn, Maximilian von Blumencron, Obristleutnant im kurpfälzischen Regiment zu Pferde Folleville. Er ließ das Amtshaus Hettenleidelheimer Straße 13 der Herrschaft errichten, in dem zusätzlich der Amtmann residierte; 1725 wurde Maximilian von Blumencron letztmals erwähnt.
Nach ihm übernahm sein jüngerer Bruder Jakob Christoph Peter (1696–etwa 1738) die Ortsherrschaft. Er war Geheimer Rat des Fürstabtes von Fulda, ließ 1730 das repräsentative Wattenheimer Rathaus erbauen und heiratete 1733 die aus Fulda stammende Maria Anna von Schildeck beziehungsweise Vogelius von Schildeck (1713–1785); sie war die Tochter des fürstäbtlich fuldaischen Kanzlers und Amtmannes zu Bieberstein, Gerhard Georg Vogelius von Schildeck. Diese wurde später durch den frühen Tod ihres Mannes und ihre relativ lange Lebenszeit zur bedeutendsten Besitzerin des Ortes. Sie war bei ihren Untertanen äußerst beliebt, aus diesem Grund wurden ihr und ihrem jung verstorbenen Gatten nach dem Tode auf dem Wattenheimer Friedhof neben der damaligen Simultankirche – mittlerweile ausschließlich protestantische Kirche – ein Gedenkmonument errichtet. Offenbar in der Franzosenzeit beschädigt, befinden sich die erhaltenen Teile inzwischen innerhalb der Kirche. In der Gedenkinschrift heißt es unter anderem über die 1785 in Worms Verstorbene:

„In tiefer Bindung an Gott, in wachsender Klugheit gegen die Ihren, mit Wohlwollen gegen die Armen und mit großer Menschlichkeit gegen alle, war sie ihren Untertanen mehr Mutter als Herrin.“

Einziges die Eltern überlebendes Kind von Jakob Christoph Peter von Blumencron und seiner Frau Maria Anna geborene von Schildeck war die Erbtochter Helene von Blumencron (1738–1802), die am 5. November 1771 in Wattenheim den Freiherrn Ignatius Ferdinand von Vogelius (1740–1784) heiratete, der aus der gleichen Familie wie ihre Mutter stammte. Die jungen Eheleute wurden bereits zu Lebzeiten der Mutter Mitregenten der Herrschaft Wattenheim. Als Mit-Ortsherr legte Ignatius Ferdinand von Vogelius 1772 den Grundstein zum barocken Erweiterungsbau der Simultankirche des Ortes (heutige protestantische Kirche). Nach dem frühen Tod des Gatten 1784 und dem Ableben der Mutter ein Jahr später regierte die verwitwete Freifrau Helene Vogelius geborene von Blumencron den Ort alleine, bis sie durch französische Revolutionstruppen vertrieben wurde; ihre beiden Töchter Maria Anna Friederike (1775–1844) und Maria Agnes Carolina (1778–?) gelangten nicht mehr zur Regentschaft. Seit der Regierungsübernahme durch Helene von Vogelius trug die Ortsherrschaft den Doppelnamen Blumencron-Vogelius.

### Ab Ende des 18. Jahrhunderts
Im Ersten Koalitionskrieg fanden zwischen 1793 und 1795 in der Umgebung von Wattenheim Kampfhandlungen statt, das gesamte Gebiet wurde zeitweise französisch besetzt. 1793 floh die verwitwete Ortsherrin mit ihren beiden Töchtern vor den französischen Revolutionären nach Fulda. Die französische Republik beschlagnahmte das gesamte Wattenheimer Eigentum der freiherrlichen Familie. 1797 kam das Dorf im Frieden von Campo Formio – endgültig bestätigt durch den Vertrag von Lunéville (1801) – zum Kanton Grünstadt des französischen Département du Mont-Tonnerre (Donnersberg) mit Regierungssitz in Mainz. Um 1800 wurde Wattenheim Hauptort – französisch chef-lieu – einer Mairie. Kurz vor ihrem Tod klagte Helene von Vogelius 1802 gegen den französischen Staat, an den das Gebiet mittlerweile übergegangen war, auf Rückgabe ihrer Güter. Dies wurde gewährt, jedoch ohne Anspruch auf eine Entschädigung. Wie sich aus einem Stiftungsvermerk von 1821, im Wattenheimer katholischen Kirchenbuch ergibt, scheint sich zumindest die Tochter Maria Anna Friederike, verheiratet mit Freiherr Carl Friedrich Wilhelm von Ziegesar, auch später zeitweise in Wattenheim aufgehalten zu haben. Die Eheleute von Ziegesar wohnten in Mannheim und ließen im Dezember 1831 ihre Wattenheimer Güter an eine Vielzahl von örtlichen Privatinteressenten versteigern.
1815 hatte Wattenheim insgesamt 770 Einwohner. Nach dem Sturz Kaiser Napoleons fiel aufgrund der auf dem Wiener Kongress getroffenen Vereinbarungen und eines Tauschvertrags mit Österreich die Pfalz 1816 zum Königreich Bayern. Unter der bayerischen Verwaltung gehörte die Gemeinde Wattenheim zum Landkommissariat Frankenthal; aus diesem ging das Bezirksamt Frankenthal  hervor.
Ab 1939 war Wattenheim Bestandteil des Landkreises Frankenthal (Pfalz). Nach dem Zweiten Weltkrieg wurde der Ort innerhalb der französischen Besatzungszone Teil des damals neu gebildeten Landes Rheinland-Pfalz. Im Zuge der ersten rheinland-pfälzischen Verwaltungsreform wechselte die Gemeinde am 7. Juni 1969 in den neu geschaffenen Landkreis Bad Dürkheim. Drei Jahre später wurde Wattenheim Bestandteil der ebenfalls neu entstandenen Verbandsgemeinde Hettenleidelheim, ehe diese 2018 in der Verbandsgemeinde Leiningerland aufging.

## Religion

### Christentum

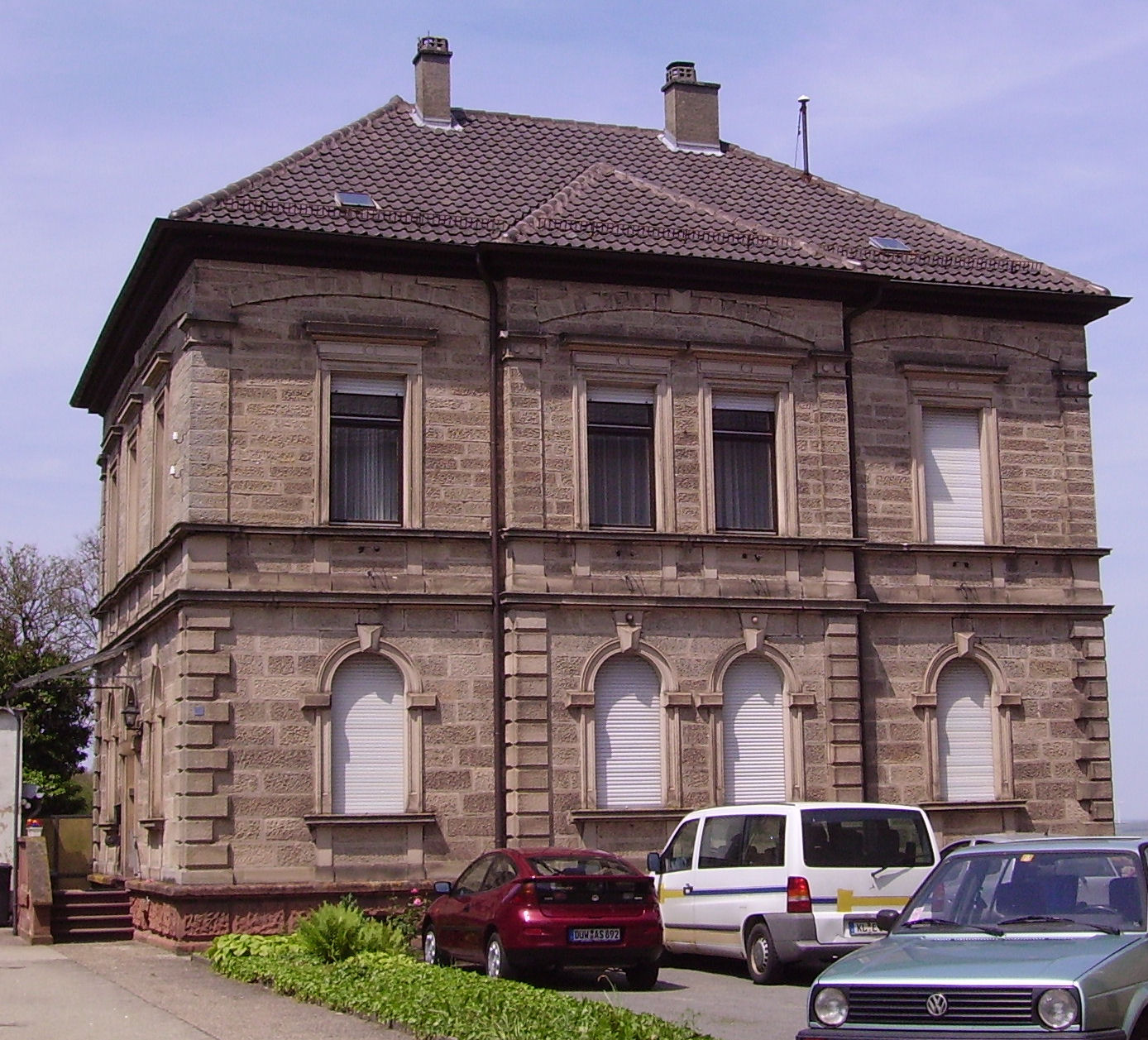
Ehemaliges katholisches Pfarrhaus von Wattenheim

Die Katholiken gehören zum Bistum Speyer und unterstehen dort dem Dekanat Bad Dürkheim, die Evangelischen zur Protestantischen Landeskirche der Pfalz.
1220 und 1221 wurde die gegenwärtige protestantische Kirche vom Kloster Höningen inkorporiert. Im 16. Jahrhundert besaß das seinerzeit protestantische Wattenheim eine eigene Pfarrei, du der damals zusätzlich das benachbarte Leidelheim gehörte. Bis Ende 2015 besaß Wattenheim katholischerseits ebenfalls eine Pfarrei, die zur Pfarreigemeinschaft Grünstadt gehörte. Seit 2016 bildet sie die Filiale St. Alban der in Hettenleidelheim ansässigen Pfarrei Hl. Lukas.

### Judentum
Vor Ort existierte einst eine jüdische Gemeinde, die seinerzeit zum Bezirksrabbinat Dürkheim–Frankenthal gehörte. Bemühungen ihres Altleininger Pendants, sie aufzulösen, schlugen jedoch fehl. Im Ort befand sich eine Synagoge, deren Inneneinrichtung 1938 bei den Novemberpogromen zerstört wurde. Während der Neuzeit etablierte sich durch den Einfluss vieler Juden in und um Wattenheim in der Gegend die Händlersprache Lotegorisch. Die Toten wurden in Grünstadt bestattet.

### Konfessionsstatistik
2013 waren 40,2 % der Einwohner evangelisch und 33,3 % katholisch. Die übrigen 26,5 % gehörten einer anderen Glaubensgemeinschaft an oder waren konfessionslos. Januar 2024 waren 31,1 % der Einwohner evangelisch und 27,4 % katholisch. Die übrige 41,5 % gehörten einer anderen Glaubensgemeinschaft an oder waren konfessionslos.

## Politik

### Gemeinderat
Der Gemeinderat in Wattenheim besteht aus 16 Ratsmitgliedern, die bei der Kommunalwahl am 9. Juni 2024 in einer personalisierten Verhältniswahl gewählt wurden, und dem ehrenamtlichen Ortsbürgermeister als Vorsitzendem. Die reguläre Wahl 2014 wurde im Oktober 2014 für ungültig erklärt, da es bei der Kandidatennominierung der WG Nagel zu Unregelmäßigkeiten gekommen war. Aus diesem Grund fand 2015 eine Wiederholungswahl statt.
Die Sitzverteilung im Gemeinderat:
| Wahl | SPD | CDU | Grüne | FWG | WGN | Gesamt   |
| ---- | --- | --- | ----- | --- | --- | -------- |
| 2024 | 5   | 6   | 1     | 1   | 3   | 16 Sitze |
| 2019 | 6   | 6   | –     | 2   | 2   | 16 Sitze |
| 2015 | 9   | 4   | –     | 1   | 2   | 16 Sitze |
| 2014 | 7   | 6   | –     | 2   | 1   | 16 Sitze |
| 2009 | 6   | 8   | –     | 2   | –   | 16 Sitze |
| 2004 | 6   | 8   | –     | 2   | –   | 16 Sitze |
| 1999 | 5   | 7   | –     | 4   | –   | 16 Sitze |

- WGN = Wählergruppe Nagel

### Bürgermeister
Im Rahmen der Kommunalwahl 2019 wurde Carsten Brauer (CDU) mit 51,56 % der Stimmen direkt zum Ortsbürgermeister gewählt. Er setzte sich damit gegen seinen Vorgänger Andreas Werle (SPD) durch. Dieser hatte 2014 Ernst-Albert Kraft (CDU) abgelöst. Bei der Direktwahl am 9. Juni 2024 konnte sich Carsten Brauer mit 58,4 % erneut gegen Andreas Werle durchsetzen.

### Wappen
| Wappen von Wattenheim | Blasonierung: „Von Rot und Blau gespalten, rechts ein durchgehendes goldenes Kreuz, links ein rotbekleideter Tatar mit goldenbordierter roter Pelzmütze und schwarzen Stiefeln, die Linke in die Hüfte gestützt, in der Rechten ein silbernes Krummschwert mit goldenem Griff schwingend.“ |
| Wappen von Wattenheim | Wappenbegründung: Es wurde 1958 vom Mainzer Innenministerium genehmigt und geht zurück auf ein Gerichtssiegel von 1733, in dem die Felder vertauscht waren. Das Kreuz entstammt dem Wappen der Grafen von Leiningen-Westerburg und der Tatar dem der Familie Blumencron.                   |

|                  | Im Jahre 1902 wurde Wattenheim ein Wappen verliehen, das, abweichend vom aktuellen Wappen, rechts den Leininger Adler, mit dem Westerburger Kreuz als Herzschild zeigt und in gespaltenem Schild – heraldisch falsch – zwei blaue Felder nebeneinander aufweist. Durch die Verleihung des heutigen Wappens im Jahre 1958 wurde dies korrigiert. |
| Wappen 1902–1958 | |

## Kultur und Sehenswürdigkeiten

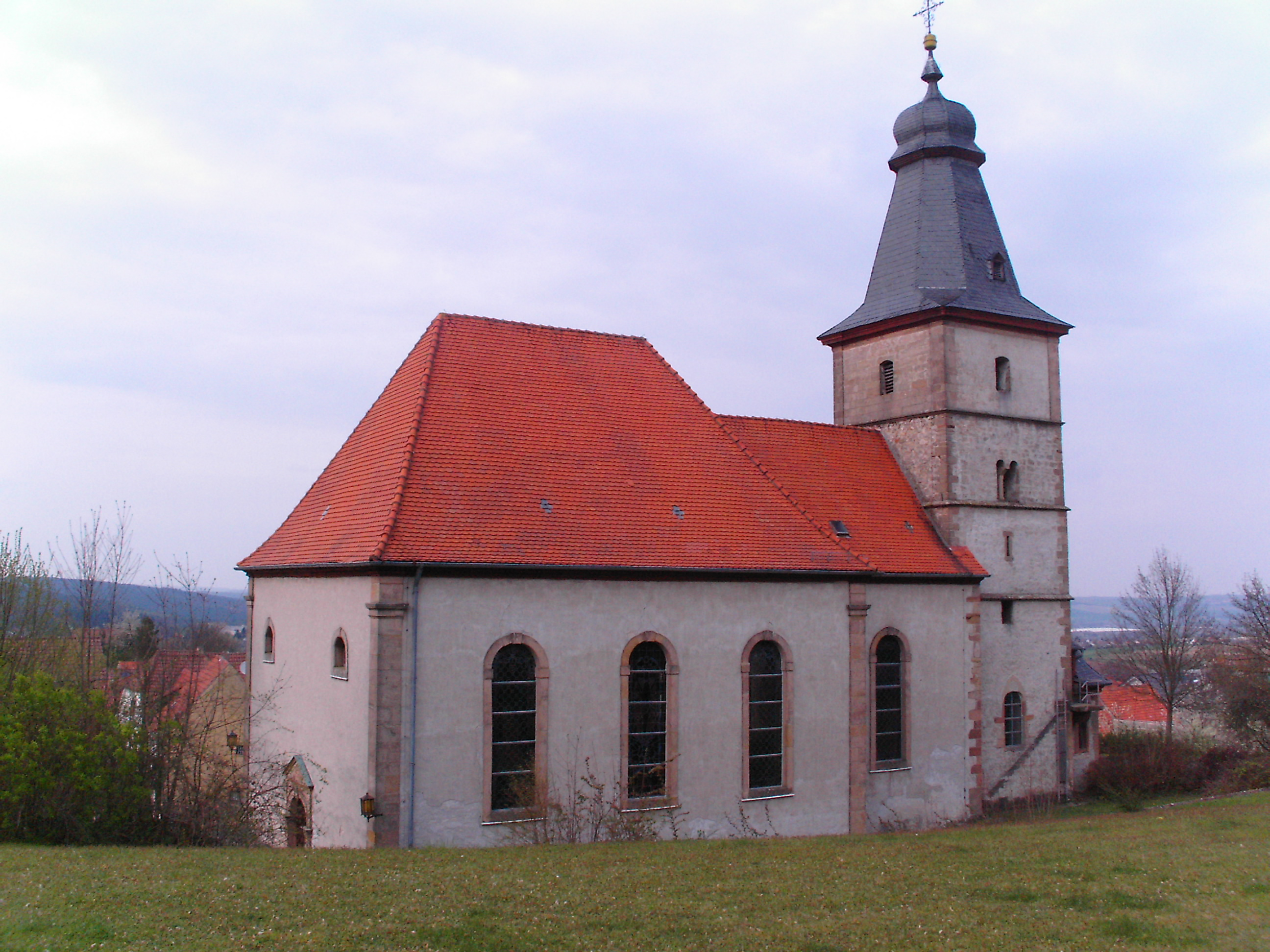
Protestantische Kirche
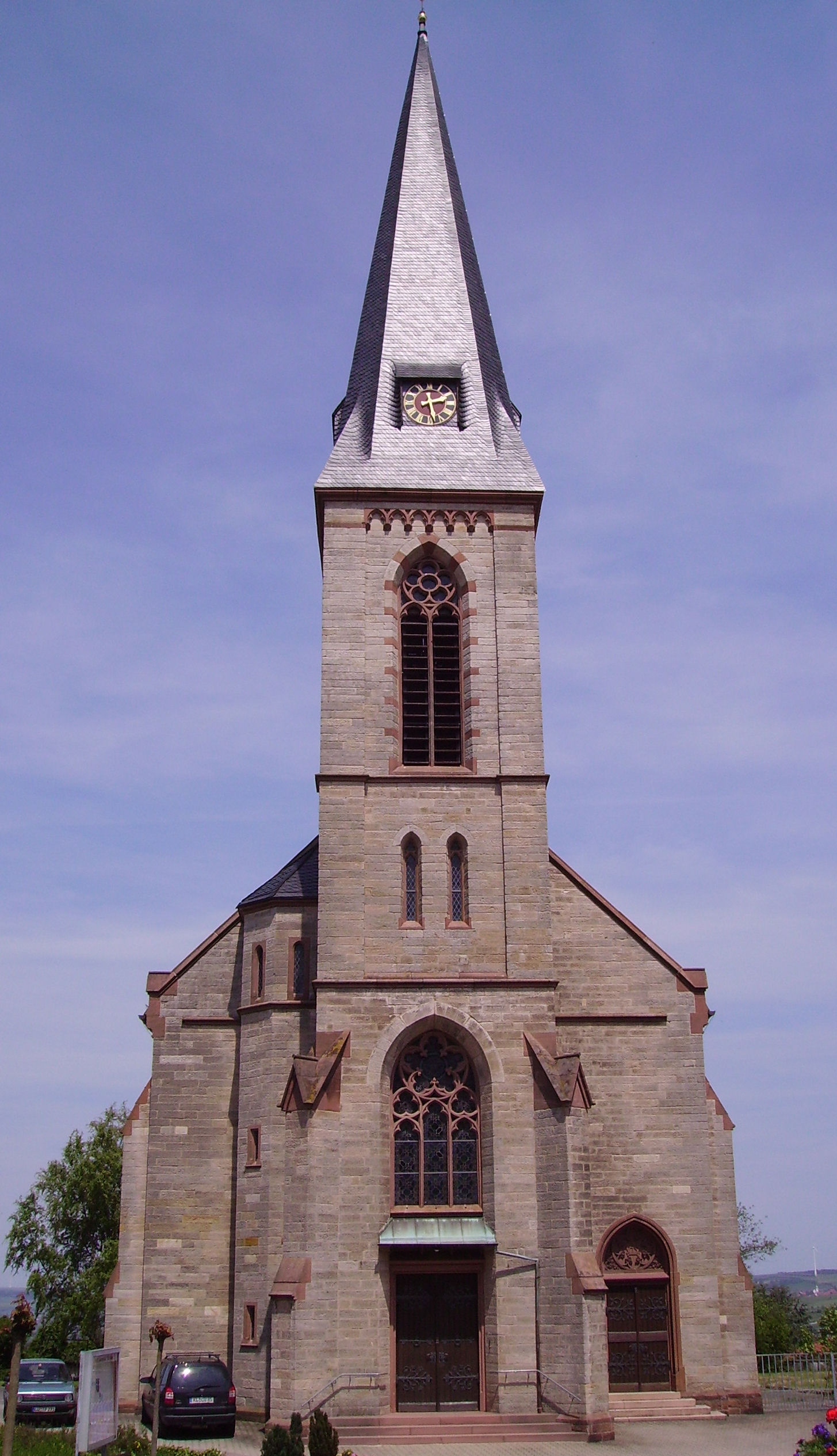
Katholische Kirche

### Bauwerke

#### Kulturdenkmäler
Der Ortskern ist als Denkmalzone ausgewiesen; hinzu kommen insgesamt 27 Einzeldenkmäler, darunter der Menhir von Wattenheim. Bis in die Zeit der ersten Kreuzzüge reicht die Geschichte der heute protestantischen Kirche zurück. In der Dorfmitte erhebt sich die katholische Kirche, ein neugotischer Hallenbau, der in den Jahren 1892 und 1893 vom Architekten Wilhelm Schulte I. errichtet wurde.

#### Sonstige Bauwerke
Mitten in der Waldgemarkung befindet sich das sogenannte Wasener Kreuz.

### Natur
Der Westen der Gemeindegemarkung liegt im Naturpark Pfälzerwald, der wiederum zum von der UNESCO geschützten Biosphärenreservat Pfälzerwald-Vosges du Nord gehört. Mit dem Scheidtaler Brunnen und der Baumallee am Sportplatz existieren auf Gemarkung der Gemeinde insgesamt zwei Naturdenkmale. Im Westen der Gemarkung mitten im Pfälzerwald befindet sich der Ritterstein 283. Er trägt die Bezeichnung Ruinen Langenthaler Hof und verweist auf den gleichnamigen Hof, der 1853 abgerissen wurde, bei dem jedoch Reste der Mauer übrig blieben.

### Veranstaltungen
Am Sonntag Laetare findet jährlich der Stabaus statt.

## Wirtschaft und Infrastruktur

### Wirtschaft
In einem geringen Maße wurden vor Ort früher Silbererze abgebaut. Im 18. Jahrhundert befand sich in der Wattenheimer Gemarkung eine Eisenschmelze "die Schmelz" und ein Hammerwerk, das von Johann Nikolaus Guinand aus der Industriellenfamilie Gienanth betrieben wurde. Land- und Forstwirtschaft prägten über lange Zeit den Ort Wattenheim.
Heute gibt es noch drei landwirtschaftliche Betriebe, die entweder im Nebenerwerb oder mit zusätzlichen Dienstleistungen wie dem Kompost-Service Fernekeß tätig sind. Wattenheim ist Standort von zwei Tochtergesellschaften der Firma Mawa: Die Mawa-Bau, die Baudienstleistungen im Bereich Glasfaser durchführt, und Mawacon, einem regionalen Internetanbieter. Die im Jahr 2019 gegründete Firma ODM, Hersteller von Gehörschutz und Headsets, hat ihren Firmensitz in Wattenheim.
Zudem ist Wattenheim Sitz des Comicverlags Salleck Publications.

### Verkehr
Straße

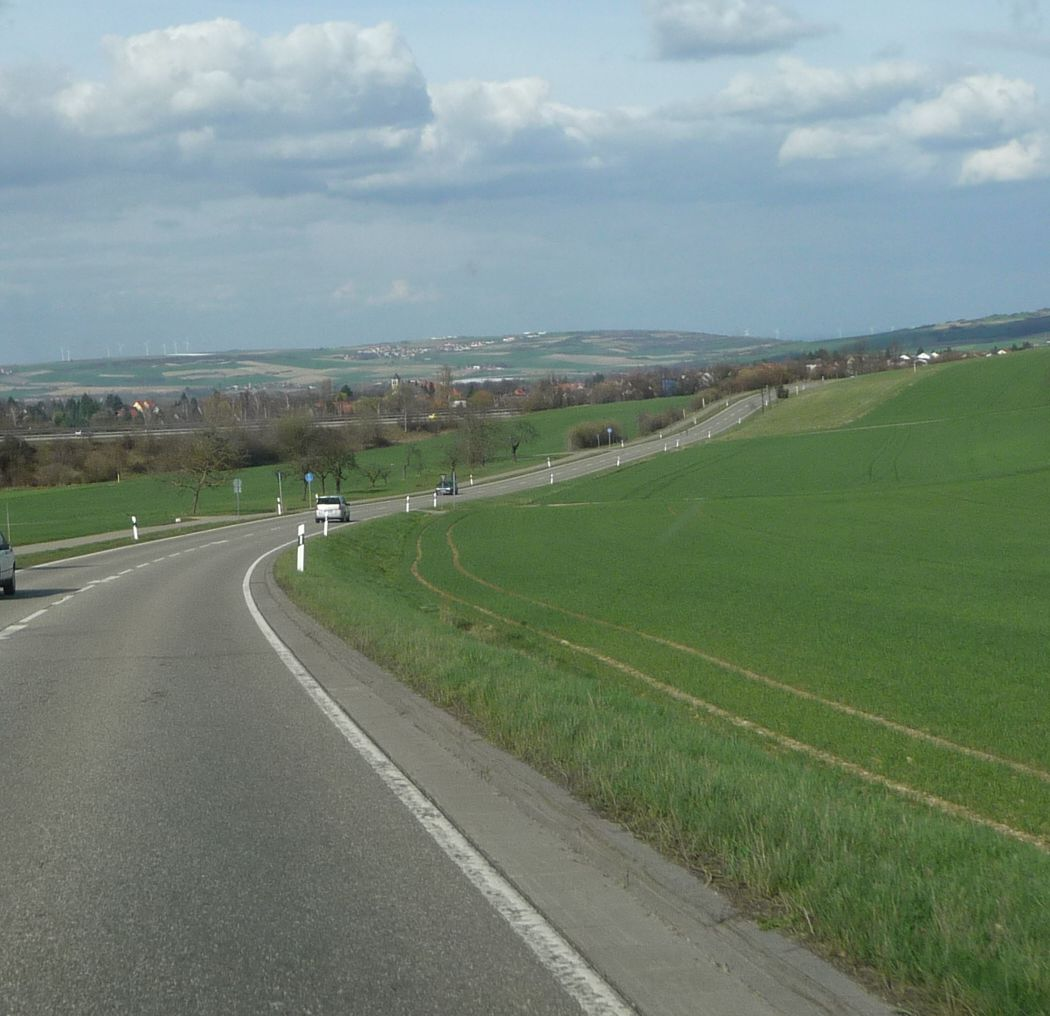
Landesstraße 520 als Umgehungsstraße, nördlich von Wattenheim

Wattenheim ist über die in diesem Bereich 1937 fertig gestellte Bundesautobahn 6 an das überregionale Straßennetz angebunden, die 1940 bis nach Frankenthal durchgebunden wurde. An der Abfahrt Wattenheim befinden sich die dem Autobahnamt Montabaur unterstehende Autobahnmeisterei und die Fernmeldegruppe Wattenheim. Zudem befindet sich in diesem Bereich die Raststätte Pfalz; weiter westlich liegt der Parkplatz Entenpfuhl / Türkberg. Im Bereich der Gemeinde führt über die Autobahn außerdem eine Grünbrücke.
Unmittelbar nördlich der Autobahn beginnt die Bundesstraße 47, die unter anderem nach Hettenleidelheim und Eisenberg führt. Die Landesstraße 520 bildet ihre südliche Fortsetzung und führt unter anderem über Altleiningen und Kirchheim an der Weinstraße bis nach Heßheim. Von dieser zweigt Kreisstraße 32 ab und führt entlang des Rothbachs östlich von Altleiningen.
Schiene
Nächstgelegene Bahnstation ist der Bahnhof Eisenberg (Pfalz) an der 1876 eröffneten Eistalbahn. Pläne, diese über die Gemeinde fortzuführen, scheiterten; stattdessen wurde sie 1932 über Ramsen nach Enkenbach durchgebunden.

### Tourismus
Der Ort ist zudem Ausgangspunkt kleiner und größerer Wanderungen. Durch die Gemarkung führen der mit einem blauen Balken markierte Fernwanderweg Staudernheim–Soultz-sous-Forêts und der mit einem gelben Kreuz markierte Fernwanderweg Saar-Rhein-Main. Am Wasener Kreuz befindet sich außerdem ein Wanderweg, der mit einem grün-weißen Balken gekennzeichnet ist und bis nach Sankt Martin verläuft.

## Persönlichkeiten

### Ehrenbürger
- Cornelius Hochdörfer (1904–1969), spendete zwischen 1947 und 1948 große Mengen an Lebensmittel aus den USA nach Wattenheim und ermöglichte somit wochenlang die Schulspeisungen.[24][25]
- Anton Meißner (1928–2013), Heimatforscher, Ortschronist und vielfach ausgezeichneter Pfälzer Mundartdichter, erwarb sich Verdienste in Bezug auf die Aufarbeitung der Ortsgeschichte.[26]
- Wilhelm Hemmer (* 1933), langjähriger Ortsbürgermeister. (2014)[27]
- Monika Waßner, „Tante Moni“ (1951–2025), war 48 Jahre lang Kindergärtnerin in Wattenheim und prägte als Leiterin Generationen von Wattenheimer Kindern mit ihrer Empathie und vorbildlicher Pädagogik.[28]

### Söhne und Töchter der Gemeinde

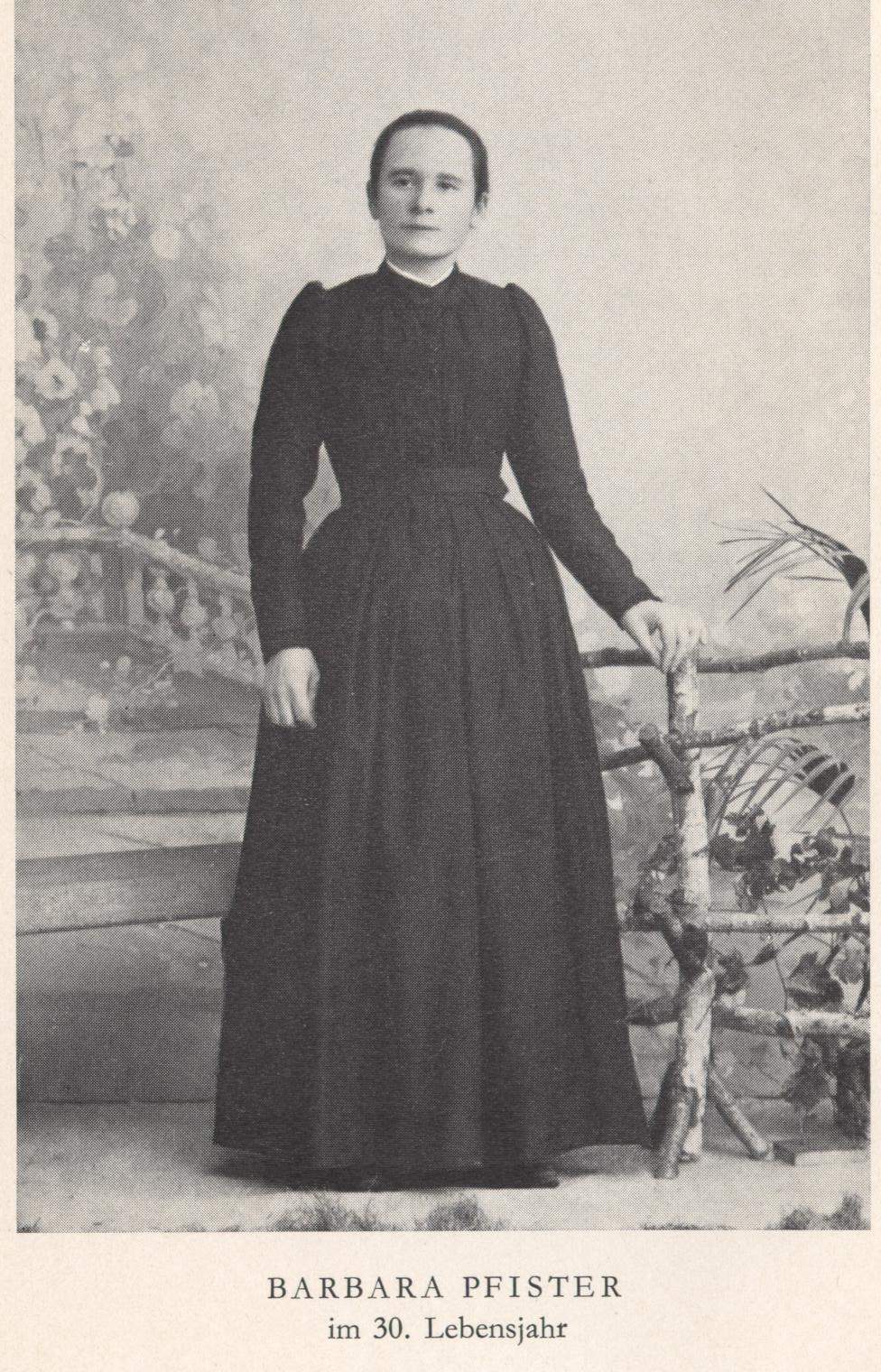
Barbara Pfister, 1898

- Barbara Pfister (1867–1909), Mystikerin und Stigmatisierte
- Richard Schäfer (1872–1932), Pfarrer
- Daniel Meininger (1876–1964), Verleger
- Hans Schneickert (1876–1944), Polizeipräsident
- Hermann Schwamm (1900–1954), Priester, Professor der Theologie, Schriftsteller
- Karl Dieter (1903–1956), Kriminalrat, SS-Sturmbannführer und Lagerkommandant
- Hermann Sauter (1907–1985), Bibliothekar, Romanist und Germanist
- Werner Thomas (1910–2011), Gymnasialdirektor und Musikhistoriker
- Freddy Christmann (1931–2007), Musiker
- Egon Christmann (1932–2006), Musiker
- Rainer Mattern (* 1945), Rechtsmediziner, Verkehrsmediziner und Hochschullehrer im Ruhestand

### Personen, die vor Ort gewirkt haben
- Mario Basler (* 1968), Fußballtrainer und ehemaliger Fußballnationalspieler, spielte von 2006 bis 2010 beim örtlichen Fußballverein.
- Eduard Eppelsheim (1837–1896), Mediziner, praktizierte vor Ort.
- Leonhard Haß war 1792/93 Mitglied des Rheinisch-Deutschen Nationalkonvents.
- Andreas Kröhler (* 1966), Fußballspieler, spielte von 1973 bis 1975 beim ATSV Wattenheim.
- Kornel Mayer (* 30. September 1917 in Kubin; † 28. Februar 1980), Leiter der Blaskapelle Original Donauschwaben, starb vor Ort.